# Wiktor Lwowitsch Kirpitschow

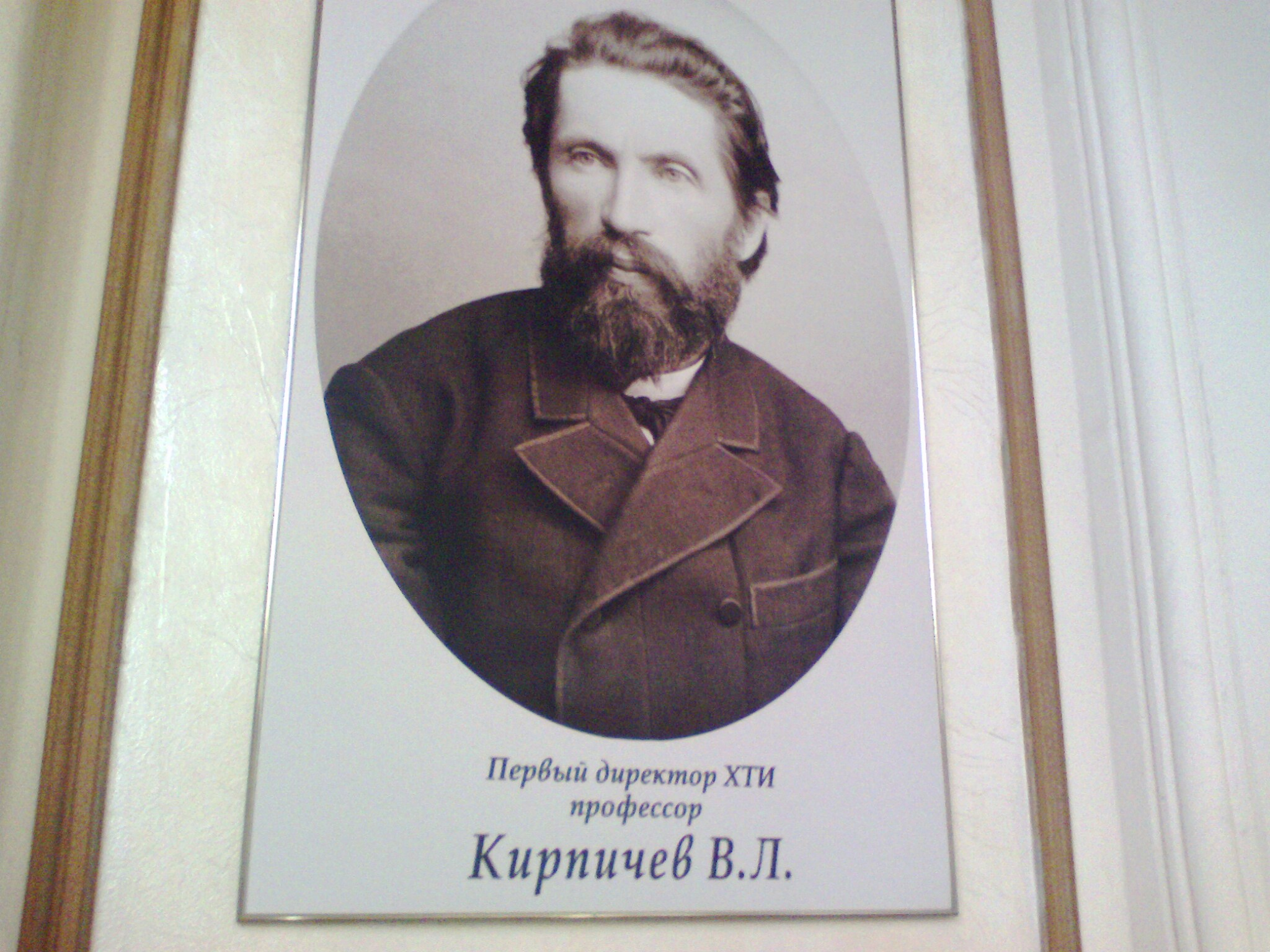
Foto von Kirpitschow im Hauptgebäude des „Polytechnischen Instituts Charkiw“

Wiktor Lwowitsch Kirpitschow (* 26. Septemberjul. / 8. Oktober 1845greg. in Sankt Petersburg, Russisches Kaiserreich; † 7. Oktoberjul. / 20. Oktober 1913greg. ebenda) war ein russischer Ingenieur, Physiker, Professor und Hochschulrektor.

## Leben
Kirpitschow war im Kadettenkorps in Polazk und an der Artillerieschule in Sankt Petersburg, an der er eine Ingenieursausbildung erhielt mit dem Abschluss 1868. Danach lehrte er dort, bis er 1870 seinen Abschied vom Militär nahm. Kirpitschow wurde 1876 Professor am Sankt Petersburger Institut für Technologie. 1885 gründete er in Charkiw das, nach Sankt Petersburg, zweite Staatliche Polytechnische Institut im Russischen Reich und leitete das Institut bis 1898. 1888 war er Mitglied der Untersuchungskommission des Eisenbahnunfalls von Borki. 1898 wurde er zum ersten Rektor des neu gegründeten Kiewer Polytechnischen Instituts in Kiew ernannt und übte diesen Posten, den er vorgeblich aus gesundheitlichen Gründen und aufgrund von Konflikten mit der zaristischen Verwaltung aufgab, bis 1902 aus und wurde daraufhin zum Ehrendirektor der Universität gewählt. Seine letzten zehn Lebensjahre verbrachte er als erster Dozent für Angewandte und Strukturmechanik am Sankt Petersburger Polytechnischen Institut.
Kirpitschow war Autor von 40 wissenschaftlichen Arbeiten, Ehrenmitglied der Russischen Technischen Gesellschaft sowie Gründer und Vorsitzender der südrussischen Gesellschaft von Technologen.
Er war auch zu Studienaufenthalten im Ausland (Westeuropa, USA).
Stephen Timoshenko lobte die Darstellung der Statik unbestimmter Systeme in dem Buch von Kirpitschow von 1903.

## Ehrungen
Kirpitschow erhielt zahlreiche Ehrungen. Darunter:
- 1878 Russischer Orden der Heiligen Anna[2]
- 1890 Orden des Heiligen Wladimir[2]
- 1894 Sankt-Stanislaus-Orden[2]

## Schriften
- Strukturmechanik (Russisch), 2 Bände, Sankt Petersburg 1874
- Redundanz in der Baustatik: Berechnung von statisch unbestimmten Systemen (Russisch), Kiew 1903, Moskau 1934
- Gesammelte Werke (Russisch), Polytechnikum Petrograd 1917